# Низовцев, Максим Павлович
Макси́м Па́влович Низо́вцев (9 сентября 1972, Кустанай, Казахская ССР, СССР) — советский и казахстанский футболист, выступал на позиции полузащитника. В прошлом один из самых известных футболистов страны.

## Карьера

### Клубная
Воспитанник городской ДЮСШ Кустаная. В 1991 году подписал контракт с местным клубом «Кустанаец». В 1992 году вместе с клубом дебютировал в высшей лиге чемпионата Казахстана. Отыграв в родном клубе 4 сезона, перешёл в российский клуб первого дивизиона «Балтику». В 1996 году команда вышла в высший дивизион. Низовцев стал одним из лидеров команды и в 1999 году перешёл в ЦСКА. Рекордсмен по забитым мячам «Балтики» в высшем дивизионе. В Москве закрепиться в составе помешала тяжелая травма. На следующий сезон он вернулся в Калининград, но уже через год он перешёл в саратовский «Сокол». В 2004 году после окончания контракта с «Черноморцем» в качестве свободного агента перешёлт в родной «Тобол». По его словам, в Костанай приехал не доигрывать, а играть. Вместе с клубом Низовцев играл в кубке УЕФА, дойдя до третьего раунда. В сезоне 2004 заработал бронзовые медали, а в следующем сезоне серебряные. В сезоне 2006 по приглашению Владимира Муханова подписал контракт с «Актобе». В 2008 году, отыграв сезон в составе усть-каменогорского «Востока», завершил карьеру игрока.

### В сборной
В сборной Казахстана дебютировал 11 апреля 1994 года в игре со сборной Таджикистана, выйдя на замену вместо Николая Курганского. Первый гол забил в ворота сборной Катара в отборочном матче кубка Азии, этот гол стал единственным и победным в матче. С 1997 по 2003 год перестал вызываться в национальную сборную страны. В 2004 году вновь был вызван, став самым возрастным и опытным в сборной.

### Тренерская
В 2009 году стал главным тренером молодёжного состава «Балтики». В 2011 году вошёл в тренерский штаб основной команды. Шли слухи, что Низовцев может возглавить костанайский «Тобол».
Скажу так, Костанай - для меня не пустой звук, я родился в этом городе. Если команде в данный момент понадобиться моя помощь, я всегда готов прийти к ней на помощь.
Зимой 2011 года директор «Тобола» Николай Панин заявил, что Максим Низовцев не сможет возглавить команду, т. к. у него нет тренерской лицензии PRO.

## Достижения
- Серебряный призёр чемпионата Казахстана: 2005, 2006
- Бронзовый призёр чемпионата Казахстана: 2004
- Бронзовый призёр чемпионата России: 1999

## Личная жизнь
Его отец, Павел Низовцев (1948—2009), также был футболистом, выступал за кустанайский «Автомобилист».